# 佐西马·沙施寇夫号
佐西马·沙施寇夫号是一个德米特里·福尔马诺夫级邮轮，专门用于内河航行。佐西马·沙施寇夫号建造于东德博伊岑堡，于1986年7月投入运营，2012年翻新，其母港位于下诺夫哥罗德。目前沃多霍季拥有佐西马·沙施寇夫号的运营权，负责莫斯科至圣彼得堡往返的观光旅游线路。佐西马·沙施寇夫号是以俄罗斯苏维埃部长佐西马·沙施寇夫命名的。

## 简介
佐西马·沙施寇夫号建造于东德博伊岑堡，于1986年7月投入运营，2012年翻新。再投入运营后一直到2012年期间，由伏尔加航运公司运营，随后运营权转让给沃多霍季，负责莫斯科至圣彼得堡往返的观光旅游线路。佐西马·沙施寇夫号拥有一个全景餐厅、一个夜总会餐厅、三歌酒吧（其中包括一个钢琴酒吧、一个咖啡吧和一个会议酒吧）和一个船上精品店，同时提供桑拿、日光浴等服务。全船共有5个甲板（乘客可到达其中4个），154个舱位，可同时容纳296名乘客。

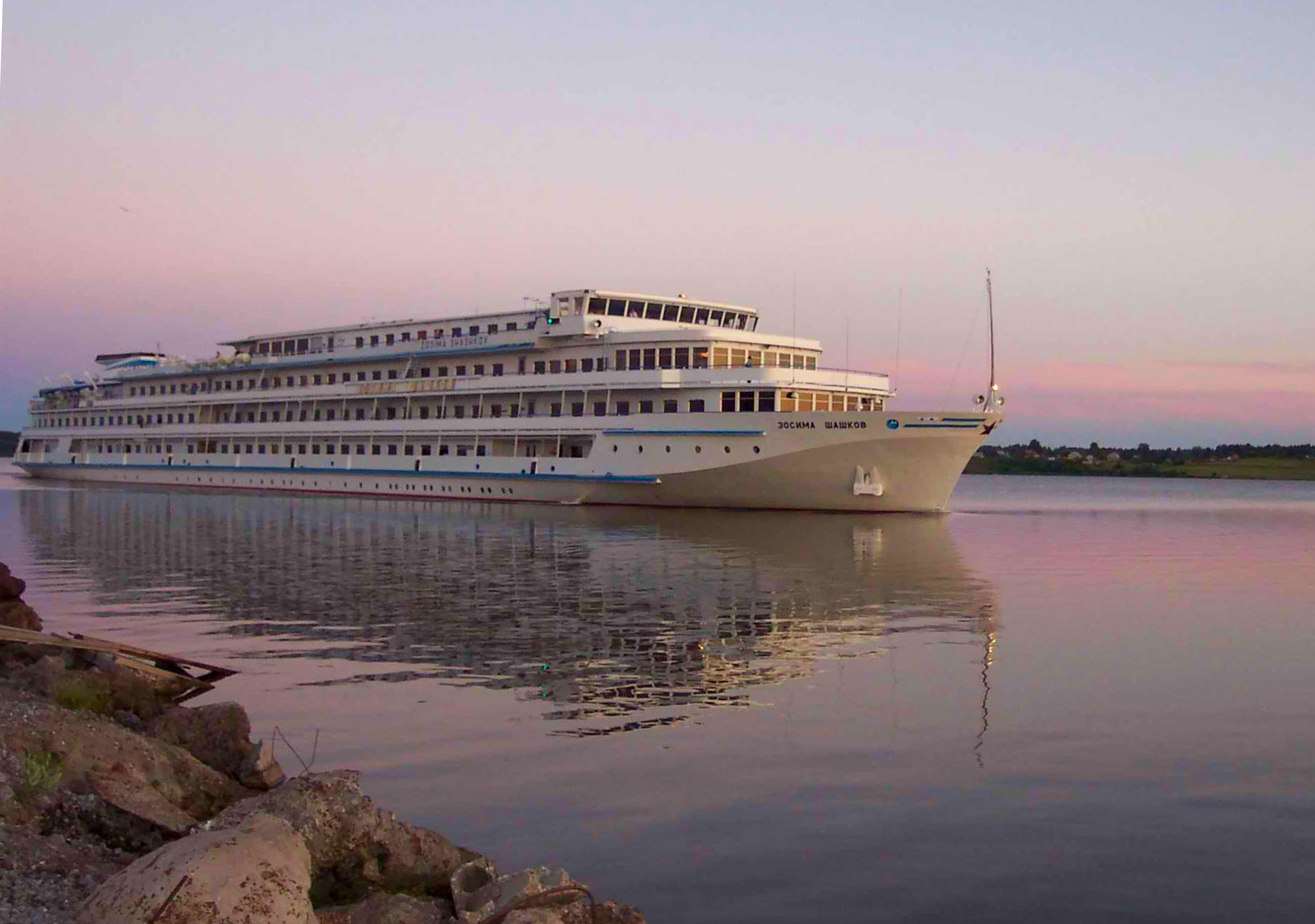
佐西马·沙施寇夫号（2003年）
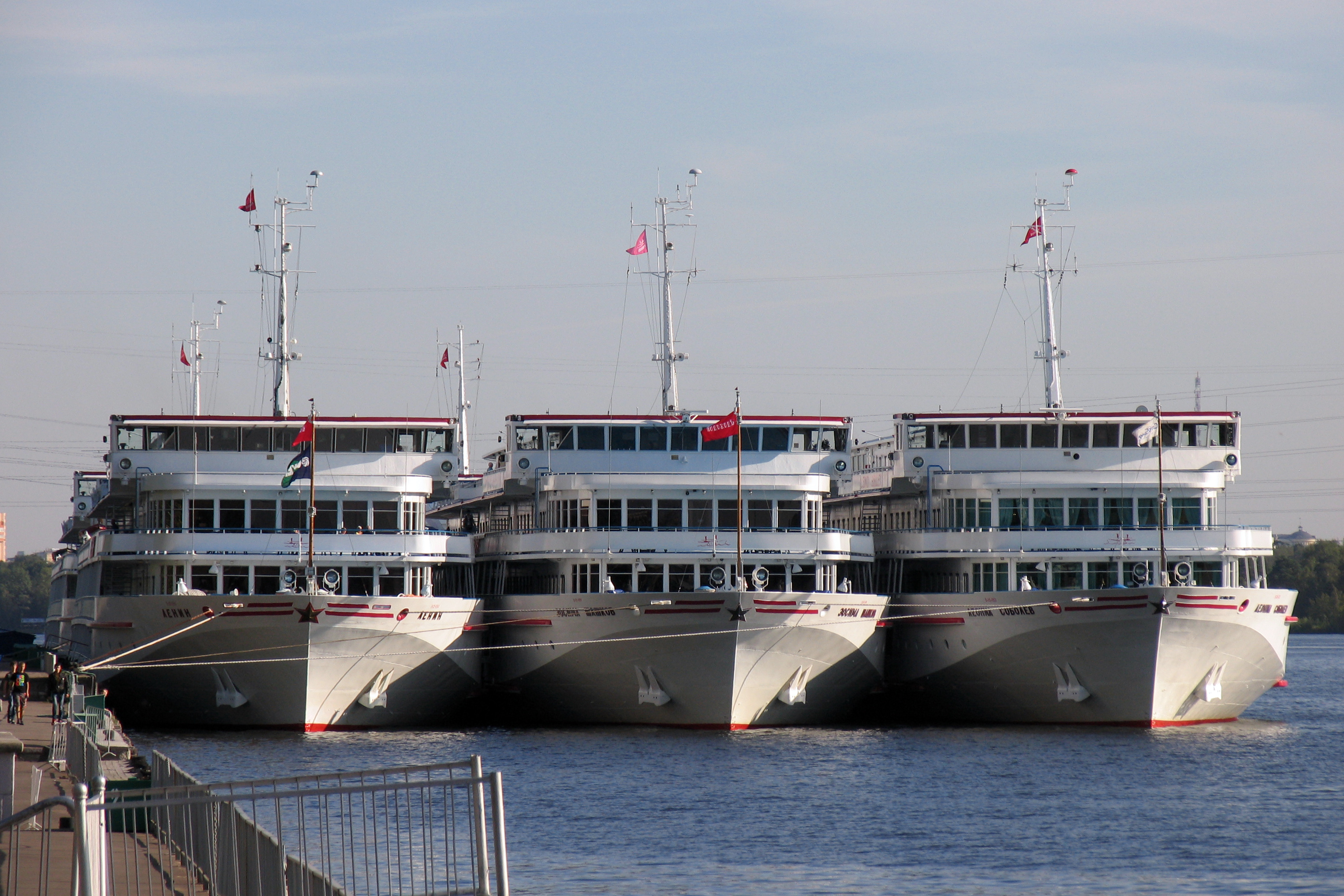
列宁号、佐西马·沙施寇夫号和列昂尼德·索博列夫号（2012年，莫斯科）